# Over-the-top content
Der Begriff Over-the-top content (OTT) bezeichnet die Übermittlung von Video- und Audioinhalten über Internetzugänge, ohne dass ein Internet-Service-Provider in die Kontrolle oder Verbreitung der Inhalte involviert ist. Dabei kann es sich um kostenlose und zahlungspflichtige Angebote handeln.
Es wird zwischen den OTT-1 und OTT-2-Diensten unterschieden, was insbesondere für die Regulierung der etwaigen Anbieter von Bedeutung ist. Bei OTT-1-Diensten handelt es sich um Telekommunikationsdienste, die Nutzern eine internetbasierte Kommunikation ermöglichen und somit immer zwischenmenschlichen Charakter haben (z. B. Messaging, E-Mail und Internet-(Video-)Telefonie). Dadurch stehen diese Dienste in Konkurrenz zu traditionellen Telekommunikationsdiensten, wie nummernbasierter Telefonie und SMS. OTT-2-Dienste wiederum zeichnen sich durch die zentralisierte Bereitstellung von Inhalten für eine unbestimmte und theoretisch unbegrenzte Anzahl von Verbrauchern aus – beispielsweise Blogs, Streaming und Websites.
Für Nachrichteninhalte ist eine Registrierung meist nicht notwendig. Die Inhalte werden oft von großen Medienunternehmen wie NBC Universal und News Corp und den dazugehörigen einzelnen Sendern bereitgestellt. Das Angebot stellt damit eine Alternative zu gängigen Internet-Videoportalen dar. Die Finanzierung kann durch Werbeeinblendungen oder Abonnements erfolgen. Für Filme und Serien muss der Nutzer sich registrieren, da diese Dienste meistens kostenpflichtig sind.

## Übermittlung
Der Internet-Service-Provider hat zwar Kenntnisse über die gesendeten IP-Pakete, aber er ist nicht für die Urheberrechte, das Betrachten des Materials und die mögliche Weitergabe der Inhalte verantwortlich. Er ist ebenfalls nicht in der Lage, diese zu kontrollieren, sondern sorgt nur für den Transport der Pakete durch seine bereitgestellte Infrastruktur.
Das OTT-Verfahren kann als ein Gegenstück zu den älteren IPTV-Angeboten der großen Internet-Service-Provider (Telekom Entertain oder Vodafone GIGA TV) angesehen werden. Die neuen Angebote wie MagentaTV der Telekom sind mittlerweile ebenfalls als OTT-Dienst ausgelegt. OTT bezieht sich auch nur auf Inhalte, die von einem Dritten bereitgestellt werden (z. B. Hulu, Amazon Prime, Twitch oder Netflix).

## Empfang
Die Nutzer können auf OTT-Inhalte über mit dem Internet verbundene Geräte, wie Smart-TV, Smartphones, PCs, Laptops, Tablet-PCs, Set-Top-Boxen und Spielekonsolen, wie die PlayStation 4, Nintendo Wii oder die Xbox 360 zugreifen. Durch die Kontrolle der IP-Adresse werden die Inhalte länderspezifisch beschränkt.

## Probleme
OTT-Anbieter beteiligen sich nicht an den Infrastrukturmaßnahmen für den breitbandigen Netzausbau bis zum Verbraucher, obwohl sie meistens der Auslöser für höhere Bandbreiten sind. Netzbetreiber werden am Geschäftsmodell der OTT-Anbieter nicht beteiligt.
Das OTT-Verfahren benötigt eine ausreichend hohe Datenübertragungsrate und kann daher nicht bei allen Internet-Anschlüssen angewendet werden. Durch die unterschiedlichen Endgeräte (Fernseher, Smartphone, Tablet) mit verschiedenen Auflösungen und Betriebssystemen müssen die Anbieter von OTT-Inhalten eine Anpassung für deren Inhalte vornehmen, damit auf allen Plattformen die Inhalte korrekt gezeigt werden können.

## Situation in Deutschland
In Deutschland waren aufgrund von Urheberrechts- und Lizenzfragen OTT-Angebote mit aktuellen Inhalten zunächst eher selten. Als größtes deutsches Online-Videoportal, das als OTT-Angebot bezeichnet werden kann, galt MyVideo. Die Inhalte, die über OTT angeboten werden können, sind nicht weltweit, sondern meist länderweit lizenziert worden und daher zumeist kostenpflichtig. Daher hatten Nutzer in Deutschland zunächst nur die Möglichkeit, über die gebührenfinanzierten Mediatheken (ARD Mediathek bzw. ZDFmediathek) der einzelnen Sender auf deren Eigenproduktionen zurückzugreifen. Netflix, Disney+ und Amazon Prime sind die weltweit bedeutendsten Anbieter von OTT-Diensten. Hinzu kommen die Angebote von Sky Go, Dazn und dem Eurosport Player, die exklusive Sportübertragungen als zahlungspflichtigen Stream anbieten.

## Over-the-top TV
„Over-the-top-TV“ ist ein Verfahren, das dem Kunden den Empfang von Internet-Inhalten auf seinem Fernseher erlaubt (Internetfernsehen) und das System im Ganzen so zum Smart TV macht. Peripheriegeräte wie DVD-Player oder Spielekonsolen empfangen mittels einer (Wireless-)LAN-Verbindung die Inhalte aus dem Internet und senden diese an das Fernsehgerät. Oft werden diese Inhalte noch speziell für das Fernsehgerät aufbereitet (z. B. Google TV, Apple TV, Chromecast), damit eine einfachere Navigation mittels Fernbedienung möglich ist.